# Eugotoea armata
Eugotoea armata är en nässeldjursart som beskrevs av Lynn Margulis 1997. Eugotoea armata ingår i släktet Eugotoea och familjen Corymorphidae.
Artens utbredningsområde är Södra Ishavet. Inga underarter finns listade i Catalogue of Life.